# Zaid Qunbar
Zaid Qunbar, né le 4 septembre 2002 à Jérusalem, est un footballeur international palestinien qui joue au poste d'attaquant à Al-Ittihad Tripoli.
Son frère aîné Shehab Qunbar, est également footballeur international palestinien.

## Biographie

### En club
Le 4 février 2024, il signe en Libye avec le club d'Al-Ittihad Tripoli.

### En sélection
Le 1er janvier 2024, il est retenu dans l'équipe palestinienne pour la Coupe d'Asie 2023 au Qatar. Le 23 janvier 2024, il marquera même son premier but en sélection lors du troisième match de phase de poule de la Coupe d'Asie 2023 contre Hong Kong pour une victoire 0-3. 

## Palmarès
Jabal Al-Mukaber
- Vainqueur du Championnat de Palestine en 2023